# Arroyo Malo (Río Uruguay)
Der Arroyo Malo ist ein im Westen Uruguays gelegener Fluss.
Der zum Einzugsgebiet des Río Uruguay zählende Fluss entspringt in der Nähe der Cuchilla de San José. Von dort verläuft er auf dem Gebiet des Departamentos Paysandú in westlicher Richtung bis zu seiner Mündung in den Río Uruguay nördlich der Stadt Paysandú. Gegenüber der Mündung des Arroyo Malo am anderen Ufer des Río Uruguay auf argentinischem Staatsgebiet befindet sich der Parque Nacional El Palmar.